# Aker (Norwegen)
Koordinaten: 59° 54′ N, 10° 46′ O

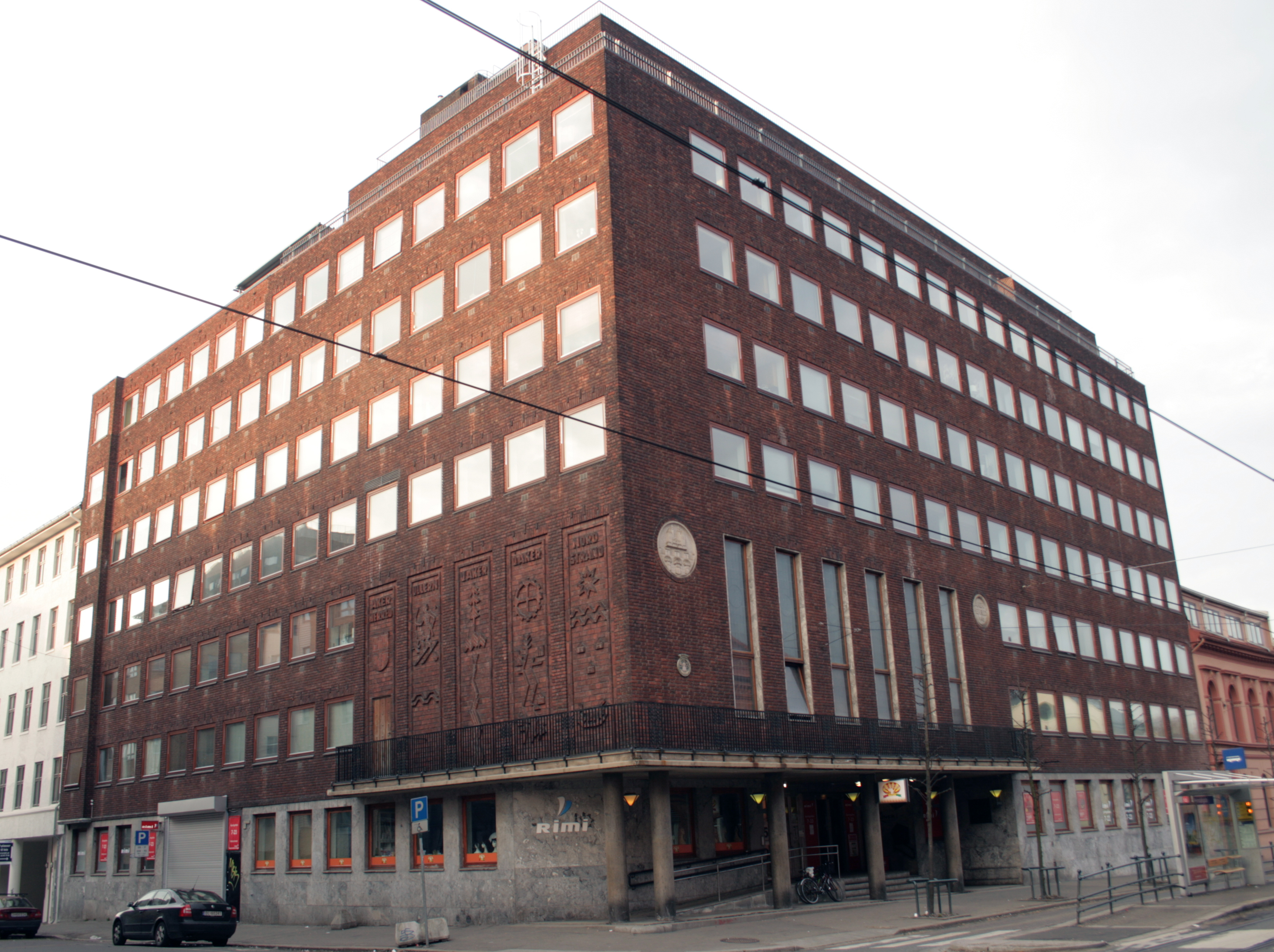
Verwaltungsgebäude der Gemeinde Aker 1941–1942, Oslo, Trondheimsveien 5c. (Fotografie, 2014)

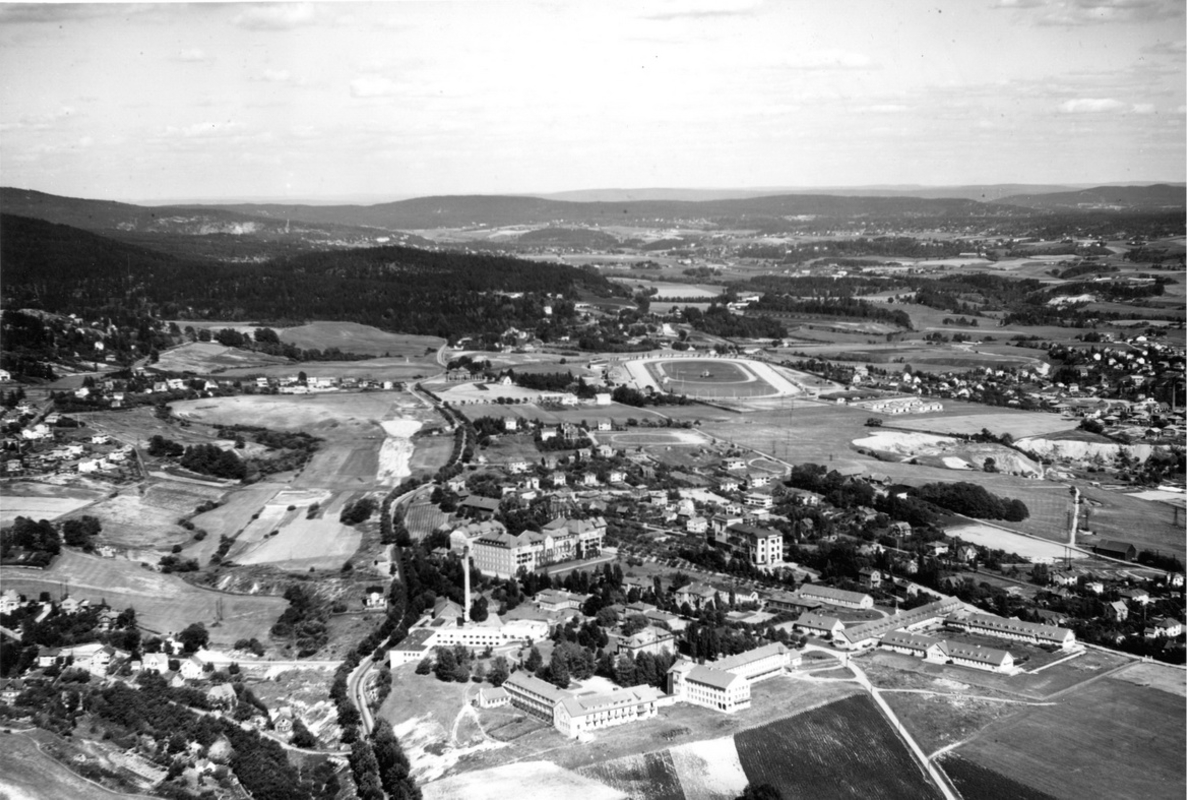
Akersdalen (Østre Aker) 1949, nach der Eingliederung der Gemeinde Aker in Oslo.

Aker ist eine ehemalige Landgemeinde (herredskommune) in der norwegischen Provinz (Fylke) Akershus und seit 1. Januar 1948 ein Bestandteil der norwegischen Hauptstadt Oslo.

## Geschichte
Aker wurde durch die Formannskapslovene (Gemeindeverwaltungsgesetze) von 1837 als Gemeinde eingerichtet und ab 1863 als Landgemeinde (herredskommune) bezeichnet, zum Unterschied zur benachbarten Stadtgemeinde (bykommune) Kristiania Kjøpstad. Das Gemeindegebiet von Aker umgab Oslo vollständig, wurde aber im Laufe der Jahre immer wieder zu Gunsten von Oslo verkleinert. Um 1858 reichte Aker im Westen bis Studenterlunden, im Norden bis Hausmannsgate-Nybrua und im Osten bis zur Akerselva. 1859 und 1878 wurden große Gebiete nach Oslo eingemeindet, kleinere Teile folgten 1938 (Sjursøya) und 1946 (Etterstad). 1947 verlor Aker zudem seinen südlichen Teil an Oppegård.
1901 hatte die Gemeinde Aker 23.061 Einwohner, 1947 bereits 143.163 Einwohner. Zum Zeitpunkt des Zusammenschlusses umfasste die Gemeinde vier Pfarrgemeinden (Ullern, Vestre Aker, Østre Aker und Nordstrand) auf zusammen 437 Quadratkilometern und war damit 27 Mal so groß wie Oslo.
Aker war immer schon stark landwirtschaftlich geprägt; aber die nahegelegenen Flüsse Akerselva, Alna und Lysaker, reich an Wasserfällen, ermöglichten den Betrieb von Fabriken und führten ab 1800 zur Industrialisierung der Region. Seit dem Ende des 19. Jahrhunderts entstanden in der Gemeinde zahlreiche Wohngebiete für die in Oslo tätigen Bürger, „zunächst entlang der Eisenbahn- und Vorortbahnlinien durch den Bezirk (Bryn, Bekkelaget, Bestum-Ullern), später auch in neu erschlossenen Gebieten (Nordstrand, Vinderen-Slemdal, Lofthus-Grefsen, Tåsen).“ Auch nach der Fusion mit Oslo wurden die meisten Wohnungen in Oslo in den ehemaliger Akerschen Gebieten errichtet, vor allem in Østre Aker.

## Etymologie
Aker kommt vom altnordischen ákr (modernes norwegisch åker) und ist verwandt mit dem deutschen Acker. Viele Bauernhöfe in Norwegen tragen Aker als Eigennamen; so auch die Höfe Store Aker und Lille Aker im ehemaligen Gemeindegebiet Akers. In der Nähe von Store Aker wurde die Gamla Akers kyrka errichtet, eine alte Steinkirche und Pfarrkirche für Oslo, schon als es noch nicht mit Aker vereinigt war.

## Persönlichkeiten
- Sofie Schjøtt (1871–1950), die erste Richterin Norwegens